# 深坑天龍宮
深坑天龍宮，是位於臺灣新北市深坑區阿柔里的廟宇，深坑信仰中心之一，主祀顯應祖師，配祀清水祖師、另供奉有五文昌帝君，希冀保佑學子文運昌隆，學風鼎盛。
臺灣日治時期時建廟。深坑古時主要為福建安溪移民所開拓，多奉祀原鄉的鄉土神，如清水祖師、顯應祖師、保儀大夫等神。本廟原為私人宮廟，在地方上頗富盛名，在第二代主事者執事時，決定接受父老建議，將管理权公之於眾，向主管机关登记，由信徒大会共管。
天龍宮同時也樂心慈善，該廟管理委員會每年春節前，都會舉辦冬令關懷活動，援助清寒家庭及獨居老人。
本廟地理位置近山清幽，也是深坑遊賞桐花的著名景點。

## 資料來源
1. ↑  .   [2019-12-12]. （原始内容存档于2019-12-12）.
2. ↑  .   [2019-12-12]. （原始内容存档于2019-12-12）.
3. ↑  .   [2019-12-12]. （原始内容存档于2019-12-12）.
4. ↑  .   [2019-12-12]. （原始内容存档于2019-12-12）.
5. ↑  深坑賞桐步道[]